# Alentejo
Region Alentejo eller Alentejo (portugisiska: Região do Alentejo eller Alentejo) är en av Portugals sju statistiska regioner (NUTS II). 
Den är belägen i den södra delen av landet och har 704 707 invånare (2021).
Regionens administrativa centrum finns i Évora.
Namnet Alentejo (além do Tejo) betyder bokstavligen "bortom Tejo".  
Region Alentejo motsvarar ungefär den historiska provinsen Alentejo, men ett område i nordväst hörde historiskt till Estremadura.

## Underregioner (NUTS III)
Den statistiska regionen Alentejo (NUTS 2) består av 5 statistiska underregioner (NUTS 3):

- Alentejo Litoral
- Baixo Alentejo
- Lezíria do Tejo
- Alto Alentejo
- Alentejo Central